# Лодейнопольский район
Лодейнопо́льский муниципа́льный райо́н — муниципальное образование в северо-восточной части Ленинградской области.
Административный центр — город Лодейное Поле, отсюда название района. Включает 2 городских и 3 сельских поселения.
Образован в сентябре 1927 года. Исторически ему предшествовал Лодейнопольский уезд Олонецкой губернии.

## География
Граничит:
- на севере — с республикой Карелией (Олонецкий район);
- на северо-востоке — с Подпорожским муниципальным районом;
- на юге — с Тихвинским муниципальным районом;
- на юго-западе — с Волховским муниципальным районом.

С запада территория района омывается водами Ладожского озера.
Площадь района — 4,91 тыс. км², что составляет 6,60 % всей территории области. По этому показателю район занимает седьмое место в регионе.
Расстояние от административного центра района до Санкт-Петербурга — 239 км.

### Природа
Территория района имеет равнинный рельеф, абсолютные высоты 0-150 метров над уровнем моря. В западной части района находится Приладожская низменность, в центральной — Свирская низменность, в восточной — Лодейнопольская возвышенность. Имеются залежи торфа.
Климат района умеренно континентальный. Средняя температура июня +17 °C, января −10 °C. Годовое количество осадков — 600—800 мм. Абсолютный минимум температур −51,9 °C, максимум +38.6 °C.
По территории района протекают реки Свирь, Оять, Паша.
В районе преобладают сильноподзолистые и среднеподзолистые почвы, а в долине реки Свирь — аллювиальные. Также имеются торфяные и болотные почвы.
Леса в основном коренные. В западной части — сосновые, в восточной — еловые. Уровень лесистости от среднего до высокого.
Из млекопитающих в районе обитают лось, волк, ондатра, заяц-беляк, из птиц — серая куропатка.
На территории района расположен Нижне-Свирский государственный природный заповедник.

## История
До 1927 года в составе Петроградской губернии существовал Лодейнопольский уезд (до 1922 года входил в состав Олонецкой губернии).
Лодейнопольский район образован постановлением Президиума ВЦИК от 1 августа 1927 года одновременно с образованием Ленинградской области и первоначально включён в состав Лодейнопольского округа. В состав района вошли следующие части бывшего Лодейнопольского уезда:
- из Луначарской волости — 14 сельсоветов (кроме Сермакского и Рекинского сельсоветов, включённых в Пашский район);
- из Шапшинской волости — Варбинский сельсовет.

Площадь района в первоначально установленных границах составила 2251 км².
На момент образования в состав района входили 15 сельсоветов: 1) Варбинский; 2) Горский; 3) Заостровский; 4) Имоченский; 5) Каномский; 6) Кондушский; 7) Лахтинский; 8) Люговский; 9) Мандрогский; 10) Пиркинский; 11) Свирский; 12) Тененицкий; 13) Шаменский; 14) Шангинский; 15) Шоткусский. В ноябре 1928 года в ходе укрупнения сельсоветов были упразднены Шангинский и Шоткусский сельсоветы. Тогда же из карельских селений северной части района был образован Карельский национальный сельсовет.
Постановлением Президиума ВЦИК от 10 декабря 1928 года в состав района включены Никоновский и Сюрьянский сельсоветы, переданные из Оятского района. Никоновский сельсовет был почти сразу упразднён.
Постановлением ЦИК и СНК СССР от 23 июля 1930 года округа были упразднены и район был непосредственно подчинён областным органам.
Постановлением Президиума ВЦИК от 30 января 1931 года населённый пункт Свирьстрой отнесён к категории рабочих посёлков.
Указом Президиума Верховного Совета РСФСР от 19 сентября 1939 года в рамках ликвидации национальных административных единиц упразднён Карельский сельсовет. Постановлением Президиума Леноблисполкома от 20 октября 1939 года его территория была включена в состав Кондушского сельсовета.
В период Великой Отечественной войны в начале сентября 1941 года северная часть района (по правому берегу реки Свирь) была оккупирована финскими войсками. В связи с приближением фронта население района было эвакуировано. Однако стабилизация фронта по свирскому рубежу позволила реэвакуировать часть населения района. К осени 1942 года в пределах Лодейнопольского района функционировали 15 колхозов и проживало 2336 человек. В конце октября 1942 года население района было вновь эвакуировано в рамках мероприятий по очистке 25-километровой прифронтовой полосы от гражданского населения. Около половины населения района было вывезено в соседний Оятский район, половина — за пределы Ленинградской области. В конце июня 1944 года в ходе Свирско-Петрозаводской наступательной операции территория района была освобождена от войск противника, и жители района смогли вернуться в родные места. Однако к началу 1945 года сельское население района насчитывало лишь 2098 человек и даже к 1955 году, спустя 10 лет — 4080 человек, в то время как перед войной оно составляло 11 813 человек.
В связи с военными действиями прекратили свою деятельность 4 сельсовета района из 14 — Каномский, Лахтинский, Мандрогский и Пиркинский. Формально они были упразднены лишь в начале 1950-х гг.
В 1952 году упразднён Сюрьянский сельсовет, его населённые пункты были переданы в состав Люговского сельсовета.
Указом Президиума Верховного Совета РСФСР от 16 июня 1954 года объединены следующие сельсоветы: Кондушский и Свирский — в один сельсовет, с присвоением ему наименования — Андреевщинский сельсовет; Шаменский и Тенинский сельсоветы — в один Тенинский сельсовет; Горский и Заостровский сельсоветы — в один Заостровский сельсовет.
Указом Президиума Верховного Совета РСФСР от 14 декабря 1955 года в состав Лодейнопольского района была включена территория упразднённого Оятского района. В составе Оятского района в Лодейнопольский район были включены 11 сельсоветов: 1) Алёховщинский; 2) Курикинский; 3) Мустинский; 4) Ольховский; 5) Пирозерский; 6) Подборский; 7) Тервенический; 8) Хмелзерский; 9) Шапшинский; 10) Явшинский; 11) Яровщинский.
В 1956 году упразднён Варбенский сельсовет, входивший в его состав населённый пункт Печеницы был передан в состав Шапшинского сельсовета.
В 1960 году был упразднён Тененский сельсовет, его населённые пункты перешли в подчинение Свирьстроевского поссовета. В этом же году упразднены сельсоветы: а) Мустинский (включён в состав Алёховщинского сельсовета); б) Люговский (населённые пункты Рябиновщина и Заречье переданы в подчинение Лодейнопольского горсовета, остальные включены в состав Имоченского сельсовета).
В 1961 году упразднены Пирозерский и Явшинский сельсоветы. Населённые пункты Пирозерского сельсовета переданы в состав Курикинского сельсовета, Явшинского сельсовета — в состав Тервенического сельсовета.
Указом Президиума Верховного Совета РСФСР от 1 февраля 1963 года был образован Лодейнопольский сельский район, включивший в себя территории бывших Лодейнопольского, Винницкого и Подпорожского районов.
Указом Президиума Верховного Совета РСФСР от 12 января 1965 года Лодейнопольский сельский район преобразован в район, из его состава вновь выделен Подпорожский район. Этим же Указом Лодейное Поле был отнесён к категории городов областного подчинения, Лодейнопольский городской и Лодейнопольский районный Советы были объединены в один Лодейнопольский городской Совет депутатов трудящихся с передачей ему функций управления районом. Таким образом, с 1965 года Лодейнопольский район являлся лишь территориальной единицей в составе Ленинградской области.
В 1965 году образован Первомайский сельсовет. В его состав включены населённые пункты, ранее подчинявшиеся Свирьстроевскому поссовету.
Решением Леноблисполкома от 23 октября 1974 года в состав Лодейнопольского района включён Доможировский сельсовет, переданный из Волховского района.
1 января 2006 года в муниципальном районе были образованы два городских и три сельских поселения.

## Население
| 1939    | 1959    | 1970    | 1979    | 1989    | 2002    | 2006    | 2009    | 2010    |
| ------- | ------- | ------- | ------- | ------- | ------- | ------- | ------- | ------- |
| 36 240  | ↘34 138 | ↘13 043 | ↗14 249 | ↘13 426 | ↘12 185 | ↗33 600 | ↘33 174 | ↘30 469 |
| 2011    | 2012    | 2013    | 2014    | 2015    | 2016    | 2017    | 2018    | 2019    |
| ↗30 682 | ↘30 456 | ↘30 086 | ↘29 865 | ↘29 843 | ↘29 664 | ↘29 223 | ↘28 916 | ↘28 530 |
| 2020    | 2021    | 2023    | 2024    | 2025    |         |         |         |         |
| ↘28 032 | ↘27 851 | ↘27 548 | ↘27 168 | ↘27 021 |         |         |         |         |

| Год  | Население (человек) | Источник           | Примечание                       |
| ---- | ------------------- | ------------------ | -------------------------------- |
| 1959 | 34 138              | Перепись 1959 года |                                  |
| 1970 | 13 043              | Перепись 1970 года | Без Лодейного Поля (19 632 чел.) |
| 1979 | 14 249              | Перепись 1979 года | Без Лодейного Поля (23 214 чел.) |
| 1989 | 13 426              | Перепись 1989 года | Без Лодейного Поля (26 718 чел.) |
| 2002 | 12 185              | Перепись 2002 года | Без Лодейного Поля (22 830 чел.) |
| 2010 | 30 469              | Перепись 2010 года |                                  |

Численность населения района составляет 1.31 % всего населения области. По этому показателю район занимает 18-е (последнее) место в регионе.
Демографическая ситуация характеризуется естественной убылью населения.

### Урбанизация
В городских условиях (город Лодейное Поле и пгт Свирьстрой) проживают 71.47 % населения района, что несколько выше среднеобластного значения.

### Национальный состав
По данным Всероссийской переписи населения 2010 года:
| Национальность | Численность (чел.) | Процент от указавших |
| -------------- | ------------------ | -------------------- |
| Русские        | 25 621             | 94,8%                |
| Украинцы       | 419                | 1,5%                 |
| Белорусы       | 280                | 1,0%                 |
| Другие         | 717                | 2,7%                 |
| Не указали     | 3432               |                      |
| Всего          | 30 469             |                      |

По итогам переписи населения 2020 года проживали следующие национальности (национальности менее 0,1 % и другое, см. в сноске к строке «Другие»):
| Национальность | Численность, чел. | Доля     |
| -------------- | ----------------- | -------- |
| Русские        | 21 524            | 77,28 %  |
| Украинцы       | 151               | 0,54 %   |
| Белорусы       | 109               | 0,39 %   |
| Карелы         | 54                | 0,19 %   |
| Молдаване      | 44                | 0,16 %   |
| Татары         | 40                | 0,14 %   |
| Вепсы          | 29                | 0,10 %   |
| Другие         | 5900              | 21,20 %  |
| Итого          | 27 851            | 100,00 % |

## Муниципально-территориальное устройство
Лодейнопольский муниципальный район как административно-территориальная единица делится на 5 поселений, как муниципальное образование — включает 5 муниципальных образований нижнего уровня, в том числе 2 городских поселения и 3 сельских поселения:
| № | Поселение                           | Административный центр       | Количество населённых пунктов | Население (чел.) | Площадь (км²) |
| - | ----------------------------------- | ---------------------------- | ----------------------------- | ---------------- | ------------- |
| 1 | Лодейнопольское городское поселение | город Лодейное Поле          | 8                             | ↘18 917          | 712,55        |
| 2 | Свирьстройское городское поселение  | городской посёлок Свирьстрой | 1                             | ↗917             | 306,35        |
| 3 | Алёховщинское сельское поселение    | село Алёховщина              | 65                            | ↘3738            | 2389,52       |
| 4 | Доможировское сельское поселение    | деревня Доможирово           | 35                            | ↘2126            | 404,21        |
| 5 | Янегское сельское поселение         | посёлок Янега                | 13                            | ↘1323            | 1098,32       |

Законом Ленинградской области от 15 мая 2012 года Вахновокарское сельское поселение было переименовано в Доможировское.

### Населённые пункты
В Лодейнопольском районе 122 населённых пункта.
| №   | Населённый пункт | Тип                  | Население | Муниципальное образование           |
| --- | ---------------- | -------------------- | --------- | ----------------------------------- |
| 1   | Агашово          | деревня              | ↘9        | Янегское сельское поселение         |
| 2   | Акулова Гора     | деревня              | ↘6        | Алёховщинское сельское поселение    |
| 3   | Александровщина  | деревня              | ↗4        | Доможировское сельское поселение    |
| 4   | Алёховщина       | село                 | ↗1620     | Алёховщинское сельское поселение    |
| 5   | Андреевщина      | деревня              | →205      | Янегское сельское поселение         |
| 6   | Антомоново       | деревня              | ↗7        | Доможировское сельское поселение    |
| 7   | Барково          | деревня              | ↗40       | Доможировское сельское поселение    |
| 8   | Большие Коковичи | деревня              | ↗38       | Алёховщинское сельское поселение    |
| 9   | Бор              | деревня              | ↗9        | Алёховщинское сельское поселение    |
| 10  | Бор              | деревня              | →2        | Алёховщинское сельское поселение    |
| 11  | Валгома          | деревня              | →0        | Алёховщинское сельское поселение    |
| 12  | Валданицы        | деревня              | ↗16       | Алёховщинское сельское поселение    |
| 13  | Вахнова Кара     | деревня              | ↗417      | Доможировское сельское поселение    |
| 14  | Ветхое Село      | деревня              | →20       | Алёховщинское сельское поселение    |
| 15  | Вонозеро         | деревня              | ↘73       | Алёховщинское сельское поселение    |
| 16  | Выползово        | деревня              | ↘11       | Доможировское сельское поселение    |
| 17  | Вязикиничи       | деревня              | ↗32       | Алёховщинское сельское поселение    |
| 18  | Гайгово          | деревня              | ↗18       | Алёховщинское сельское поселение    |
| 19  | Георгиевская     | деревня              | →3        | Доможировское сельское поселение    |
| 20  | Гонгиничи        | деревня              | →14       | Алёховщинское сельское поселение    |
| 21  | Горка            | деревня              | ↗10       | Доможировское сельское поселение    |
| 22  | Горка            | деревня              | →4        | Доможировское сельское поселение    |
| 23  | Горка            | деревня              | →10       | Лодейнопольское городское поселение |
| 24  | Горловщина       | деревня              | ↗60       | Доможировское сельское поселение    |
| 25  | Дмитровка        | деревня              | →0        | Алёховщинское сельское поселение    |
| 26  | Доможирово       | деревня              | ↘171      | Доможировское сельское поселение    |
| 27  | Ефремково        | деревня              | ↘34       | Алёховщинское сельское поселение    |
| 28  | Заозерье         | деревня              | →6        | Алёховщинское сельское поселение    |
| 29  | Заостровье       | деревня              | →7        | Лодейнопольское городское поселение |
| 30  | Заостровье       | посёлок ж.д. станции | ↗198      | Лодейнопольское городское поселение |
| 31  | Земское          | деревня              | →7        | Алёховщинское сельское поселение    |
| 32  | Игокиничи        | деревня              | ↗288      | Алёховщинское сельское поселение    |
| 33  | Имоченицы        | деревня              | ↘73       | Алёховщинское сельское поселение    |
| 34  | Инема            | посёлок ж.д. станции | ↘65       | Янегское сельское поселение         |
| 35  | Кальшеницы       | деревня              | →3        | Алёховщинское сельское поселение    |
| 36  | Карлуха          | деревня              | ↗3        | Доможировское сельское поселение    |
| 37  | Кидебра          | деревня              | →2        | Алёховщинское сельское поселение    |
| 38  | Кирьяновщина     | деревня              | ↘10       | Доможировское сельское поселение    |
| 39  | Ковкеницы        | деревня              | →22       | Лодейнопольское городское поселение |
| 40  | Колокольницы     | деревня              | →0        | Алёховщинское сельское поселение    |
| 41  | Коростелёво      | деревня              | ↗15       | Доможировское сельское поселение    |
| 42  | Красный Бор      | деревня              | ↗5        | Алёховщинское сельское поселение    |
| 43  | Кургино          | деревня              | →6        | Алёховщинское сельское поселение    |
| 44  | Кургино          | деревня              | ↗12       | Доможировское сельское поселение    |
| 45  | Кяргино          | деревня              | →3        | Алёховщинское сельское поселение    |
| 46  | Левково          | деревня              | →1        | Алёховщинское сельское поселение    |
| 47  | Лодейное Поле    | город                | ↘18 394   | Лодейнопольское городское поселение |
| 48  | Лопотово         | деревня              | ↘13       | Алёховщинское сельское поселение    |
| 49  | Люговичи         | деревня              | ↗58       | Алёховщинское сельское поселение    |
| 50  | Малые Коковичи   | деревня              | →5        | Алёховщинское сельское поселение    |
| 51  | Мартыново        | деревня              | →0        | Алёховщинское сельское поселение    |
| 52  | Мергино          | деревня              | ↗5        | Алёховщинское сельское поселение    |
| 53  | Мехбаза          | посёлок              | ↘198      | Алёховщинское сельское поселение    |
| 54  | Мошкино          | деревня              | ↘471      | Доможировское сельское поселение    |
| 55  | Мустиничи        | деревня              | ↘33       | Алёховщинское сельское поселение    |
| 56  | Мягичево         | деревня              | →0        | Алёховщинское сельское поселение    |
| 57  | Надпорожье       | деревня              | ↘75       | Алёховщинское сельское поселение    |
| 58  | Нижняя Шоткуса   | деревня              | ↘49       | Доможировское сельское поселение    |
| 59  | Никоновщина      | деревня              | →15       | Алёховщинское сельское поселение    |
| 60  | Новая Слобода    | деревня              | ↗66       | Янегское сельское поселение         |
| 61  | Новинка          | деревня              | →3        | Алёховщинское сельское поселение    |
| 62  | Новинка          | деревня              | ↘11       | Доможировское сельское поселение    |
| 63  | Новое Село       | деревня              | →0        | Алёховщинское сельское поселение    |
| 64  | Овсянниковщина   | деревня              | →1        | Доможировское сельское поселение    |
| 65  | Околок           | деревня              | →0        | Алёховщинское сельское поселение    |
| 66  | Околок           | деревня              | ↘11       | Доможировское сельское поселение    |
| 67  | Ольхово          | деревня              | →0        | Алёховщинское сельское поселение    |
| 68  | Оятский участок  | деревня              | ↗21       | Доможировское сельское поселение    |
| 69  | Оять             | посёлок ж.д. станции | ↗125      | Доможировское сельское поселение    |
| 70  | Пахтовичи        | деревня              | →0        | Алёховщинское сельское поселение    |
| 71  | Пергачово        | деревня              | →6        | Алёховщинское сельское поселение    |
| 72  | Печеницы         | деревня              | ↗10       | Янегское сельское поселение         |
| 73  | Печурино         | деревня              | →3        | Алёховщинское сельское поселение    |
| 74  | Пирозеро         | деревня              | ↘31       | Алёховщинское сельское поселение    |
| 75  | Пога             | деревня              | ↗21       | Янегское сельское поселение         |
| 76  | Пойкимо          | деревня              | →15       | Алёховщинское сельское поселение    |
| 77  | Полденцы         | деревня              | →4        | Доможировское сельское поселение    |
| 78  | Полянка          | деревня              | ↗4        | Алёховщинское сельское поселение    |
| 79  | Пономарёво       | деревня              | ↗23       | Доможировское сельское поселение    |
| 80  | Посад            | деревня              | →9        | Доможировское сельское поселение    |
| 81  | Путиловец        | деревня              | ↗4        | Алёховщинское сельское поселение    |
| 82  | Рассвет          | посёлок              | ↘850      | Доможировское сельское поселение    |
| 83  | Ратигора         | деревня              | ↗32       | Алёховщинское сельское поселение    |
| 84  | Рахковичи        | деревня              | ↗5        | Янегское сельское поселение         |
| 85  | Ребовичи         | посёлок              | ↘123      | Алёховщинское сельское поселение    |
| 86  | Рекиничи         | деревня              | ↗20       | Доможировское сельское поселение    |
| 87  | Рогачово         | деревня              | ↘1        | Доможировское сельское поселение    |
| 88  | Руссконицы       | деревня              | ↘1        | Янегское сельское поселение         |
| 89  | Ручей            | деревня              | →7        | Алёховщинское сельское поселение    |
| 90  | Свирьстрой       | городской посёлок    | ↗917      | Свирьстройское городское поселение  |
| 91  | Серёдка          | деревня              | →0        | Алёховщинское сельское поселение    |
| 92  | Сластницыно      | деревня              | ↘11       | Доможировское сельское поселение    |
| 93  | Спирово          | деревня              | →2        | Алёховщинское сельское поселение    |
| 94  | Средний Двор     | деревня              | →0        | Алёховщинское сельское поселение    |
| 95  | Старая Слобода   | деревня              | ↘182      | Янегское сельское поселение         |
| 96  | Суббоченицы      | деревня              | →0        | Алёховщинское сельское поселение    |
| 97  | Тененичи         | деревня              | ↗91       | Янегское сельское поселение         |
| 98  | Тервеничи        | деревня              | ↘283      | Алёховщинское сельское поселение    |
| 99  | Тимошино         | деревня              | ↘8        | Алёховщинское сельское поселение    |
| 100 | Турыгино         | деревня              | ↗9        | Доможировское сельское поселение    |
| 101 | Усть-Сара        | деревня              | →10       | Алёховщинское сельское поселение    |
| 102 | Фомино           | деревня              | ↘9        | Доможировское сельское поселение    |
| 103 | Харевщина        | деревня              | ↘156      | Янегское сельское поселение         |
| 104 | Хвалёвщина       | деревня              | →0        | Доможировское сельское поселение    |
| 105 | Хмелезеро        | деревня              | ↘19       | Алёховщинское сельское поселение    |
| 106 | Чагоницы         | деревня              | →0        | Алёховщинское сельское поселение    |
| 107 | Чашковичи        | деревня              | →9        | Доможировское сельское поселение    |
| 108 | Чегла            | деревня              | ↘67       | Доможировское сельское поселение    |
| 109 | Чидово           | деревня              | →7        | Алёховщинское сельское поселение    |
| 110 | Чуницы           | деревня              | →5        | Алёховщинское сельское поселение    |
| 111 | Шамокша          | деревня              | →679      | Лодейнопольское городское поселение |
| 112 | Шапша            | деревня              | ↘56       | Янегское сельское поселение         |
| 113 | Шархиничи        | посёлок              | ↘322      | Алёховщинское сельское поселение    |
| 114 | Шахтиницы        | деревня              | →0        | Алёховщинское сельское поселение    |
| 115 | Шириничи         | деревня              | ↘2        | Алёховщинское сельское поселение    |
| 116 | Шишниковщина     | деревня              | →0        | Доможировское сельское поселение    |
| 117 | Шоткуса          | деревня              | →11       | Лодейнопольское городское поселение |
| 118 | Шоткуса          | посёлок ж.д. станции | →6        | Лодейнопольское городское поселение |
| 119 | Явшиницы         | деревня              | →4        | Алёховщинское сельское поселение    |
| 120 | Янега            | посёлок              | ↘1044     | Янегское сельское поселение         |
| 121 | Яровщина         | деревня              | ↘475      | Алёховщинское сельское поселение    |
| 122 | Яровщина         | деревня              | ↘19       | Доможировское сельское поселение    |

### Упразднённые населённые пункты
28 октября 2017 года посёлок Совхоз «Ильич» Лодейнопольского района в связи с отсутствием проживающего населения был упразднён.

## Экономика
Промышленность района представлена лесной, деревообрабатывающей, строительной и пищевой отраслями. Также имеется Нижне-Свирская ГЭС.
Сельское хозяйство специализируется на мясо-молочном животноводстве и картофелеводстве.

## Транспорт
Главным транспортным узлом района является город Лодейное Поле.

### Железнодорожный транспорт
По территории района проходят 2 железнодорожные линии:
- Санкт-Петербург — Лодейное Поле — Петрозаводск.
- Лодейное Поле — Олонец.

По линии Санкт-Петербург — Петрозаводск осуществляется пассажирское сообщение пригородными электропоездами, а также поездами дальнего следования.

По линии Сортавала – Лодейное Поле — рельсовым автобусом РА3.

### Автомобильные дороги
По территории района проходят автодороги:
- Р21 (E 105) «Кола» (Санкт-Петербург — Петрозаводск — Мурманск)
- А215 (Лодейное Поле — Вытегра)
- 41А-009 (Лодейное Поле — Тихвин — Будогощь — Чудово)
- 41К-016 (Станция Оять — Плотично)
- 41К-019 (Явшиницы — Ганьково)
- 41К-133 (подъезд к станции Оять)
- 41К-134 (Люговичи — Яровщина)
- 41К-240 (Тервеничи — Ребовичи)
- 41К-241 (Свирское — Горка)
- 41К-639 (Комбаково — Шапша — Печеницы)
- 41К-640 (подъезд к деревне Тененичи)
- 41К-641 (подъезд к деревне Пога)

### Автобусное сообщение
В районе развито регулярное автобусное сообщение, представленное:
- городским маршрутом Лодейного Поля
- пригородными маршрутами от Лодейного Поля
- междугородными маршрутами

Основным автоперевозчиком района является ООО «Пальмира» (лодейнопольский филиал).

## Власть
Местное самоуправление в районе осуществляется на основании Устава.
Представительную власть в районе осуществляет Совет депутатов. В него входят по 3 представителя от каждого поселения района: глава поселения и два депутата, избранных Советом депутатов поселения из своих рядов. Совет депутатов района возглавляет глава района, выбираемый Советом из своих рядов. С 21 октября 2016 года главой района является Баранов Сергей Анатольевич (глава Лодейнопольского городского поселения).
Исполнительную власть в районе осуществляет Администрация. Глава администрации назначается на срок полномочий совета депутатов (5 лет) Советом депутатов муниципального района из числа кандидатов, отобранных специальной конкурсной комиссией, члены которой назначаются Советом депутатов района и губернатором Ленинградской области. С 1 января 2006 года главой администрации района является Дмитренко Илья Александрович.

## Средства массовой информации
Районная газета «Лодейное Поле». Выходит с октября 1924 года.
Еженедельная газета «Кто о чём». Выходит с сентября 2004 года.

## Достопримечательности
В городе Лодейное Поле расположен историко-краеведческий музей, а в селе Алёховщина находится музей керамики и современного гончарного производства.
В районе расположены 3 монастыря:
- Введенско-Оятский женский монастырь в Рассвете
- Александро-Свирский Троицкий мужской монастырь в Старой Слободе
- Покровский Тервенический женский монастырь в Тервеничах

Также в населённых пунктах района расположено большое количество храмов и часовен.
На территории Лодейнопольского района находится Нижне-Свирский орнитологический заповедник.
Ко всему прочему, район богат неолитическими стоянками и курганными захоронениями. О поселениях ильменских словен говорят названия Заозерье, Свирское Поле, Слепуха и др., о поселениях веси — Гапсарь (осиновый остров), Лахта (залив), Свирь (глубокая (река)) и др.